# Alitta grandis
Alitta grandis är en ringmaskart som först beskrevs av William Stimpson 1853.  I den svenska databasen Dyntaxa används istället namnet Neanthes grandis. Enligt Catalogue of Life ingår Alitta grandis i släktet Alitta och familjen Nereididae, men enligt Dyntaxa är tillhörigheten istället släktet Neanthes och familjen Nereididae. Arten har ej påträffats i Sverige. Inga underarter finns listade i Catalogue of Life.